# 八幡浜市立愛宕中学校
八幡浜市立愛宕中学校（やわたはましりつ あたごちゅうがっこう）は、愛媛県八幡浜市愛宕にあった公立中学校。

## 学区の経緯
- 1947年 - 学制改革により、八幡浜市立第一中学校として誕生。
- 1948年 - 八幡浜市立愛宕中学校に校名を変更。
- 1953年 - 校区変更により、高野地と桧谷の一部の生徒が松柏中学校に移る。
- 1960年、61年 - 松陰小区の生徒を八代中学校に編入。白浜小学校と江戸岡小学校が本校区に決定。
- 2009年4月 - 同年3月に閉校した八幡浜市立大島中学校と併合。
- 2018年2月 - 八幡浜市学校再編整備第二次実施計画策定により、八代中学校・松柏中学校との統合及び、2025年3月31日をもって閉校することが決まる[2]。
- 2025年3月31日 - 閉校。八幡浜市立八幡浜中学校へ併合された。閉校までの卒業生は15,462人であった。

## 著名な出身者
- 加戸守行 - 元愛媛県知事
- レイザーラモンRG - お笑い芸人[3]
- 宮本益光 - バリトン歌手